# 아천초등학교 능치분교
아천초등학교 능치분교는 대한민국 경상북도 김천시에 있는 공립 초등학교이다.

## 학교 연혁
- 1938.07.15 능치간이학교 설립인가
- 1948.07.01 능치초등학교 설립인가
- 1948.10.02 개교
- 1992.04.06 벽지형 아동 급식 실시
- 1996.03.01 능치초등학교 교명변경
- 2013.09.01 서숭교 교장선생님 취임
- 2015.02.13 제64회 졸업, 졸업생 1449명
- 2015.03.01 3학급 편성
- 2016.03.01 아천초등학교 능치분교로 개편